# Parampara
Parampara (Sânscrito: परम्परा) define uma tradicional sucessão de mestres e discípulos na cultura Hindu. Ele é conhecido também como Guru (mestre) Shishya (discípulo) parampara, onde o conhecimento (em qualquer campo) é passado (sem ser diluído) através de sucessivas gerações. No Sânscrito, a palavra significa: Ininterrupta série de sucessões. Este era um método tradicional de educação residencial onde o Shishya permanece com seu Guru como um membro da família e consegue a educação como um aprendiz.
A sucessão do parampara é uma estrita sucessão. Nunca houve mais de um ativo mestre no mesmo tempo e na mesma  guruparamaparya (linhagem).
Os conceitos transmitidos podem incluir  espirituais, artísticos (música ou dança) ou educacional.
Os professores dos Vedas recebiam através do guru parampara é conhecido como amnaya.

## Outros usos
Parampara é também o nome de um filme cinema malaiala feito em 1990 . Outro filme de Bollywood foi produzido com o mesmo nome em 1993 .

## ligações Externas
- Artigos sobre o tema
- Um artigo sobre lei do Parampara pra a  preservação do conhecimento Védico
- Um parampara artístico
- livro sobre o tema
- De Mestre a Discípulo